# Свиневиден язовец
Свиневиден язовец, също Белогръд язовец (Arctonyx collaris), е вид бозайник от семейство Порови (Mustelidae). Възникнал е преди около 780 хиляди години по времето на периода кватернер. Видът е почти застрашен от изчезване.

## Разпространение
Разпространен е в Бутан, Виетнам, Индия (Асам), Индонезия (Суматра), Камбоджа, Китай, Лаос, Мианмар, Монголия и Тайланд.

## Описание
На дължина достигат до 69 cm, а теглото им е около 8,2 kg.
Продължителността им на живот е около 15,8 години. Популацията на вида е намаляваща.